# Marije Cornelissen
Marije Cornelissen (Stiens, 9. ožujka 1974.) nizozemska je političarka. Godine 2009. izabrana je za zastupnicu Europskog parlamenta.  

## Život prije politike
Marije Cornelissen odrastala je u politički ljevičarskoj i feminističkoj obitelji. U ranoj dobi sudjelovala je u prosvjedima protiv prisutnosti oružja za masovno uništenje u Nizozemskoj. Kao jedina ateistica završila je katoličku osnovnu školu. Na Sveučilištu u Utrechtu studirala je međunarodne odnose i specijalizirala studije sukoba.

## Politički život
Od 1990. aktivna je u nizozemskoj političkoj stranci GroenLinks (zeleno-lijevo). 
Godine 2009. kandidirala se za zastupnicu Europskog parlamenta kao dio stranke GroenLinks.
Nakon izbora postala je član Odbora za ženska prava i ravnopravnost spolova i Odbora za zapošljavanje i socijalna pitanja. Također e potpredsjednica političke skupine Zeleni – Europski slobodni savez u Europskom parlamentu.
Kao članica Europskog parlamenta nazočila je 22. svibnja 2010. prvoj bratislavskoj povorci ponosa za prava lezbijki, homoseksualaca, biseksualaca i transrodnih osoba. U kasnijim razgovorima s medijima izrazila je mišljenje da policija nije bila spremna osigurati događaj.

## Vanjske poveznice
- Službena stranica Marije Cornelissen  Arhivirana inačica izvorne stranice od 24. srpnja 2011. (Wayback Machine)